# Heterochroma thermeola
Heterochroma thermeola là một loài bướm đêm trong họ Noctuidae.